# سيمون إدر
سيمون إدر (بالألمانية: Simon Eder) هو متسابق بياثل نمساوي، ولد في 23 فبراير 1983 في سالفيلدن في النمسا.

## وصلات خارجية
- سيمون إدر على موقع IBU (الإنجليزية)
- سيمون إدر على موقع اللجنة الأولمبية الدولية (الإنجليزية)
- سيمون إدر على موقع أوليمبيديا (الإنجليزية)